# Marché automobile ivoirien

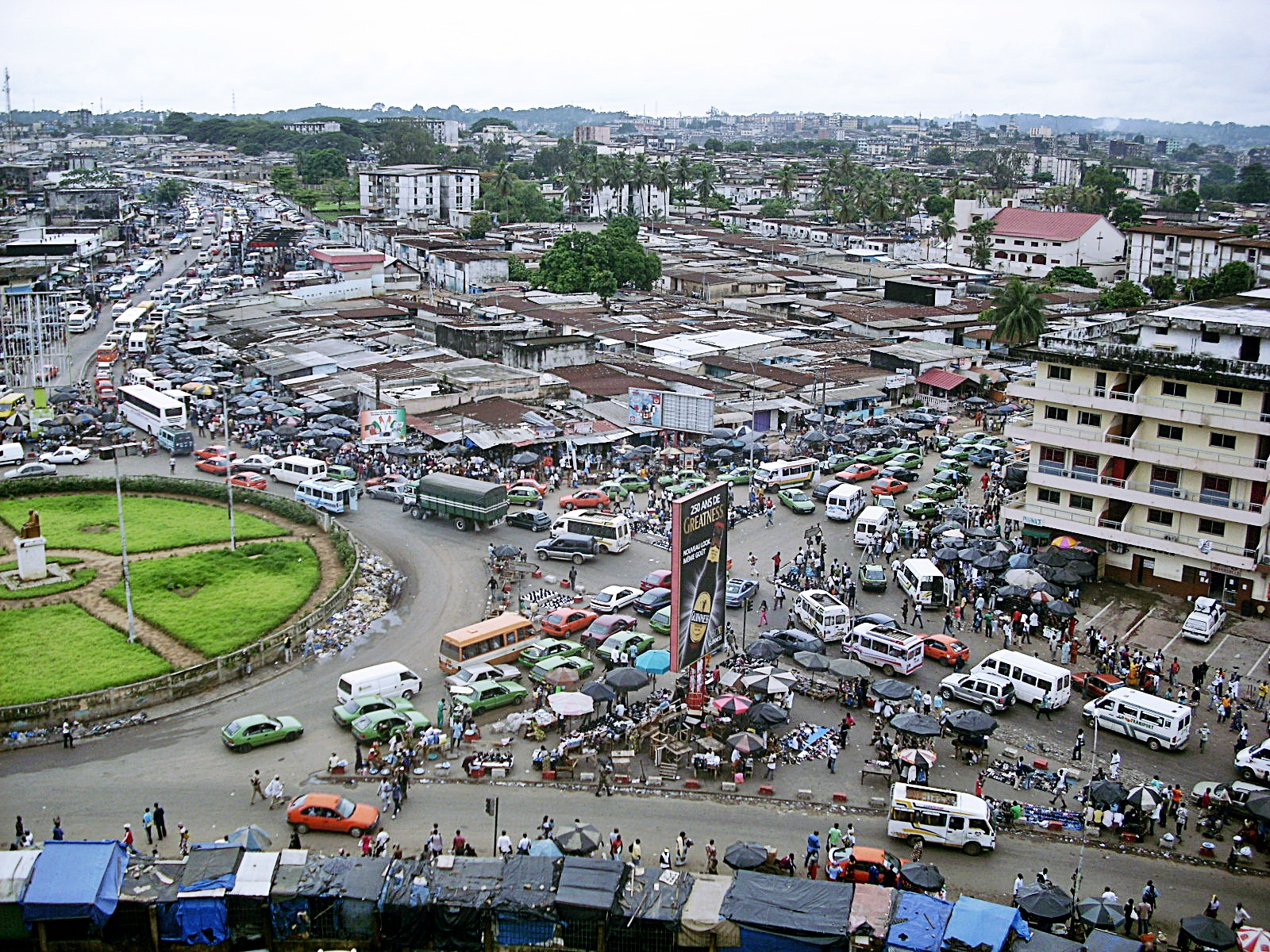
Le rond-point Liberté à Adjamé en 2010, illustration de la densité de la circulation routière à Abidjan

Le marché de l'automobile en Côte d'Ivoire est marqué par une forte croissance des ventes de véhicules neufs. Alors que le parc automobile ivoirien était le plus vieux parmi les pays de la CEDEAO en 2018, la part des véhicules neufs a beaucoup augmenté à partir de cette date.

## Contexte actuel
La hausse des ventes de voitures, et en particulier de voitures neuves, est notamment due à une double décision politique.
La première est le décret du 6 décembre 2017 relatif à l'interdiction d'importer des véhicules légers de plus de cinq ans (dix ans pour les véhicules lourds). Entré en application en 2018, il met un frein très important à la vente des véhicules d'occasion dits « France au revoir », qui étaient directement importés en Côte d'Ivoire, ou qui étaient acheminés du Bénin. Le Bénin est en effet l'un des cinq plus gros importateurs de voitures d'occasion en Afrique.

Salonis (autorickshaws) de marque Apsonic et Royal Motorcycles à Jacqueville en 2019

Le deuxième élément qui explique la hausse des ventes de voitures a trait à la politique des transports en Côte d'Ivoire. Le 2 mai 2019, le ministère des Transports décide de l'interdiction des motos-taxis dans l'ensemble du district autonome d'Abidjan, et des autorickshaws (appelés salonis) dans la plupart de ses communes (un certain flou dans l'application de la loi permet aux autorickshaws de continuer à opérer à Yopougon et Abobo). Cette suppression a reporté sur les voitures la quasi-totalité des besoins de transport de personnes à Abidjan, dopant la vente de véhicules utilisés comme VTC.

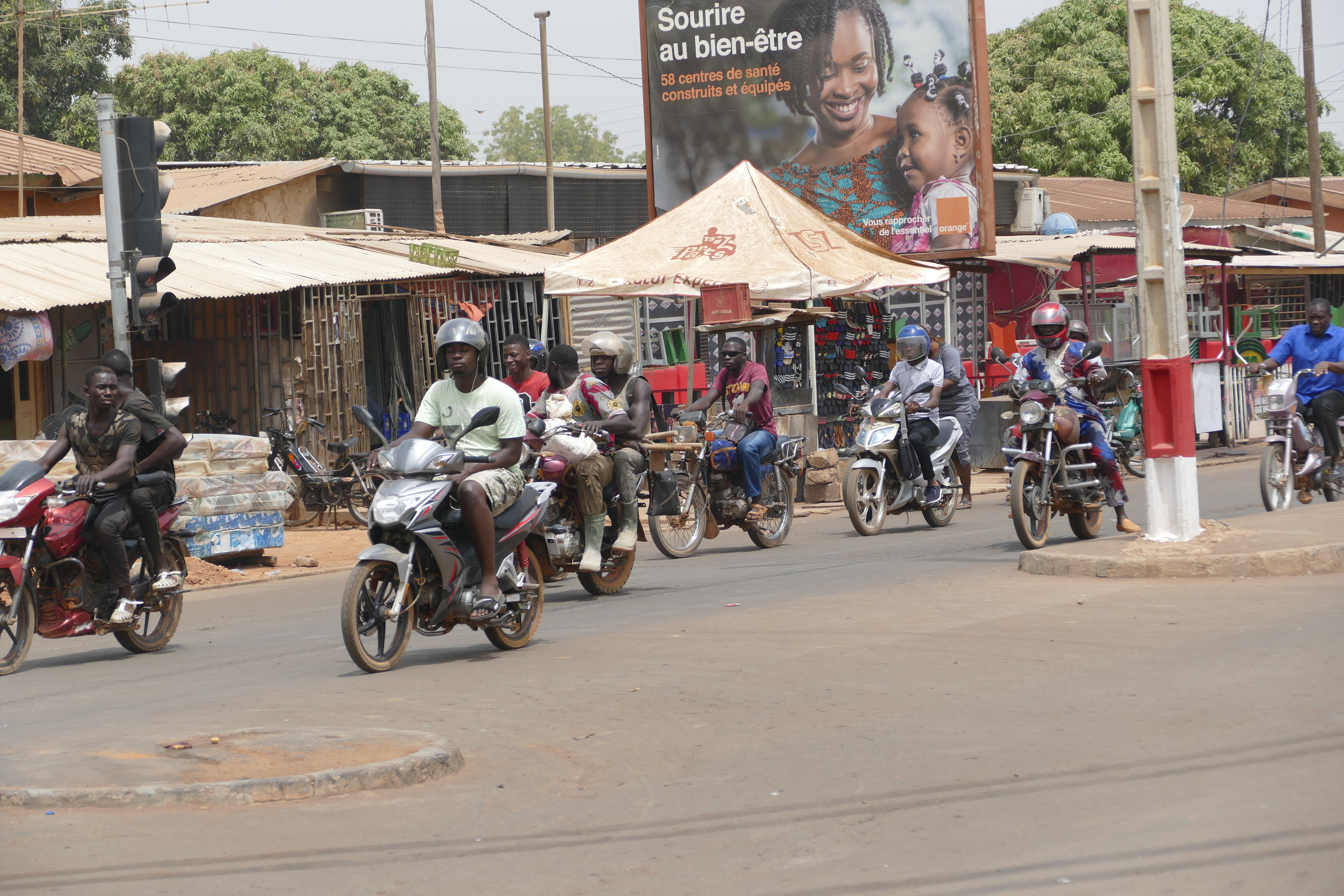
Motos à Korhogo en 2020

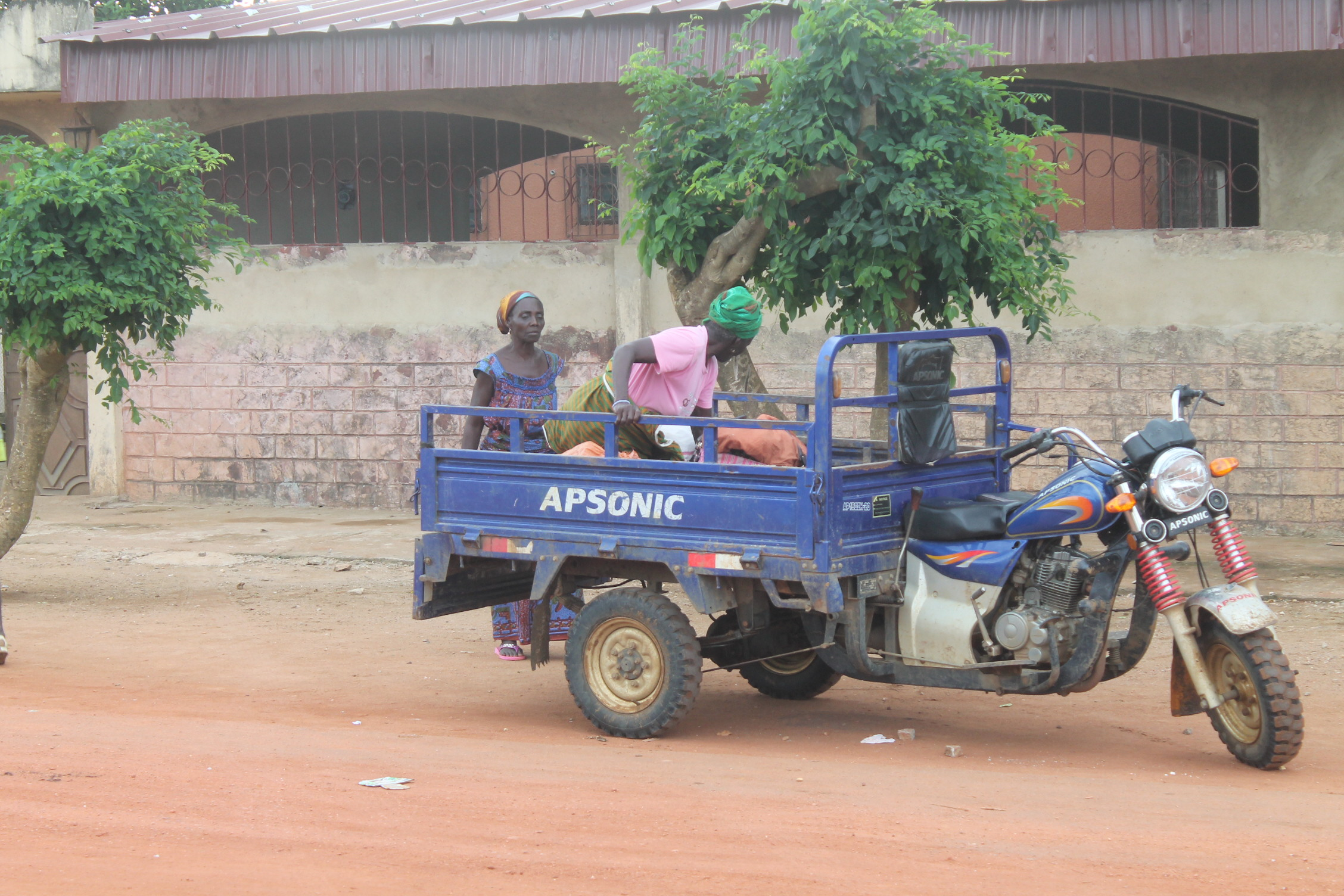
Moto cargo de marque Apsonic dans la région d'Aboisso en 2017

Les motos semi-automatiques de petite cylindrée (110 ou 125 cm³) restent très prisées à l'intérieur du pays, et par les livreurs (Glovo, Jumia) à Abidjan. Les motos cargo sont quant à elles utilisés pour le transport de biens. Les marques les plus courantes sont les Chinois Apsonic, Fenghao, Haojin, Haojun, Haojue, KTM, Royal Motorcycles, et le Japonais Yamaha.

## Acteurs

### Distribution
Les principaux distributeurs de véhicules neufs ont plusieurs marques dans leur portefeuille :
- Socida (filiale du Groupe Bernard Hayot) : Chenglong, Geely (depuis 2023[7]), Isuzu, Renault, Renault Trucks, Suzuki
- CFAO : BYD (depuis 2024[8]) Citroën, Fuso, Mercedes-Benz, Mitsubishi, Peugeot, Suzuki (depuis 2017[9]), Toyota
- Tractafric Motors (filiale d'OPTORG) : BMW, Ford, Huyndai, JAC, Mazda, MCV, Mercedes-Benz Bus, Mercedes-Benz Trucks, Mini
- ATC Comafrique (filiale de SIFCA) : Nissan, Venucia, Volkswagen
- Rimco Motors (filiale du groupe Yeshi) : CIMC, GWM (dont les marques Haval, ORA et TANK ; depuis 2008[10]), Joylong, Karry, Kia, Sinotruk, Zhongtong
- SAM Motors (filiale de Nourmony Holding) : Bestune, DFSK (depuis 2022[11]), GAC
- United Motors : Chang'an (depuis 2018)
- SADA Motors : BAIC (depuis 2024[12]), Chery (depuis 2022[13])
- Farhat Frères : Chevrolet, Foton, Honda, MG

### Construction

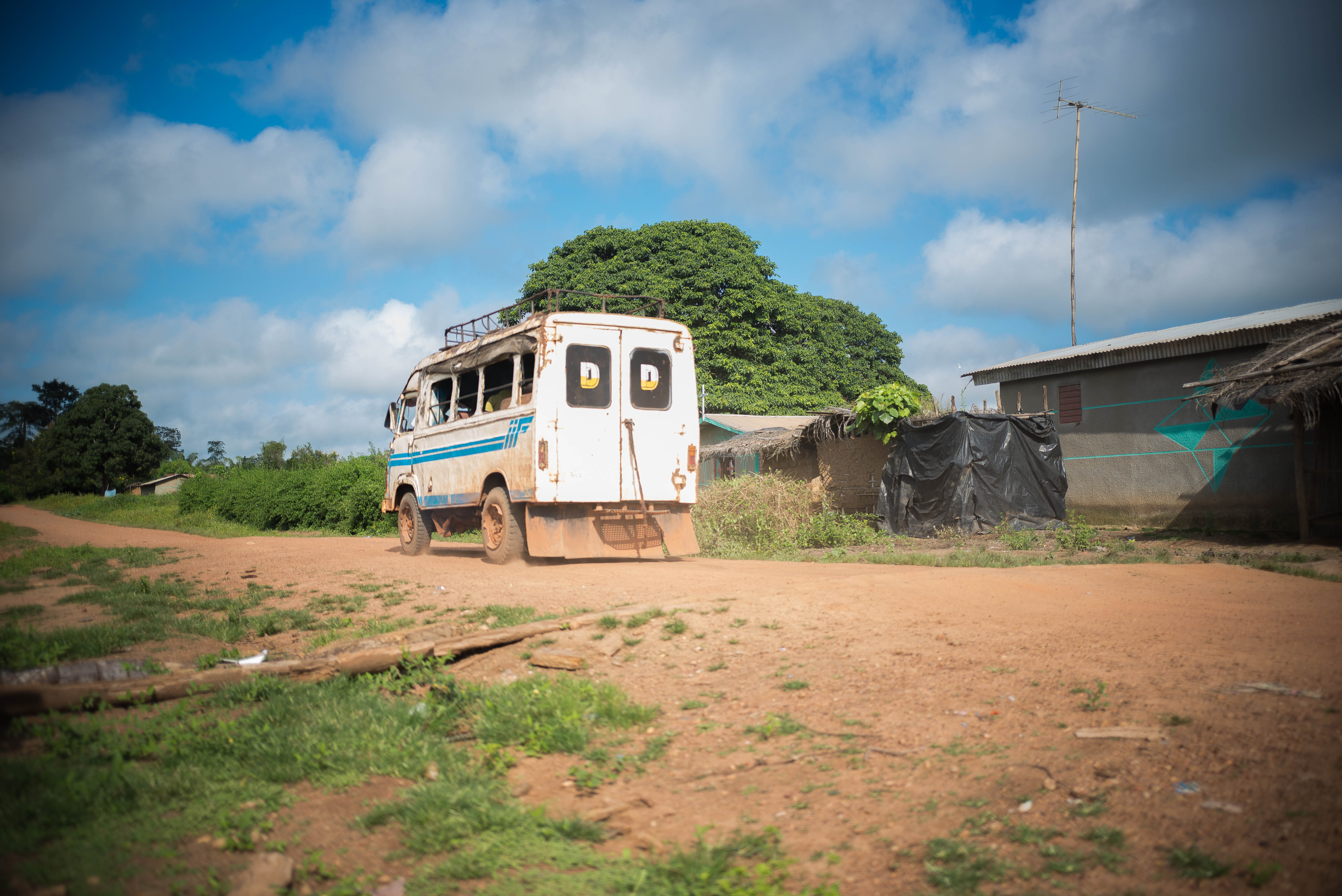
Un Saviem SG2 Badjan circulant en Côte d'Ivoire en 2019

En 1961, Renault ouvre une filiale d'assemblage à Adjamé, appelée Société africaine de fabrication des automobiles Renault et dotée d'un capital de 500 millions de francs CFA. La production de la SAFAR démarre en 1962 par le montage du Saviem SG2 importé en pièces détachées, dont est déclinée une version minibus de 22 places produite toutes au long des années 1970 et 1980. Appelé Badjan, ce véhicule est encore très utilisé aujourd'hui comme taxi-brousse. La SAFAR assemble notamment des Renault 4, 16 et 9. La production annuelle s'élève à 5 000 véhicules au milieu des années 1970, mais au cours de l'année 1985, la SAFAR n'emploie plus que 262 personnes et ne produit plus que 2 633 véhicules. La baisse des droits de douane justifie en effet de moins en moins l'assemblage local, et la SAFAR disparaît à la fin des années 1980.
Une autre ligne d'assemblage est mise en place en 1968 par la Société ivoirienne de montage et d'exploitation automobile (SIMEA), dotée d'un capital de 500 millions de francs CFA. La SIMEA procède à l'assemblage de camions du groupe Toyota, en particulier Daihatsu et Hino. Sa production s'élève à 400 camions par an au milieu des années 1970.

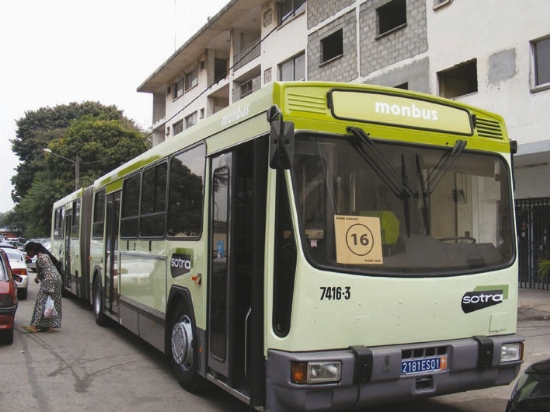
Renault PR180 assemblé par la SOTRA

SOTRA Industries, une filiale de la SOTRA créée en 2008, procède à l'assemblage de certains véhicules dont le Iveco Daily et une gamme d'autres bus et minibus sur châssis Iveco baptisée Eburnys. Dans le passé, la SOTRA a aussi assemblé des Renault PR180. En 2009, la SOTRA et la SOGATRA (Société gabonaise de transport) signent un accord pour l'assemblage par SOTRA Industries de neuf bus Eburnys et un bateau-bus qui sont livrés au Gabon.
La Côte d'Ivoire ne compte pas, en 2025, de ligne de montage de véhicules légers. La société Kpandji Automobiles a été créée à Abidjan en 2022 avec l'objectif de développer le secteur. Un projet d'assemblage local d'un pick-up importé en pièces détachées baptisé Kpandji Djetran (un Zhongxing Terralord rebadgé) est en discussion. Kpandji reprend ainsi une formule déjà mise en place au Ghana par Kantanka et au Nigéria par Innoson et Nord. Kantanka et Innoson proposent aussi – entre autres véhicules – le ZX Terralord assemblé localement et rebadgé.

## Statistiques

### 2024

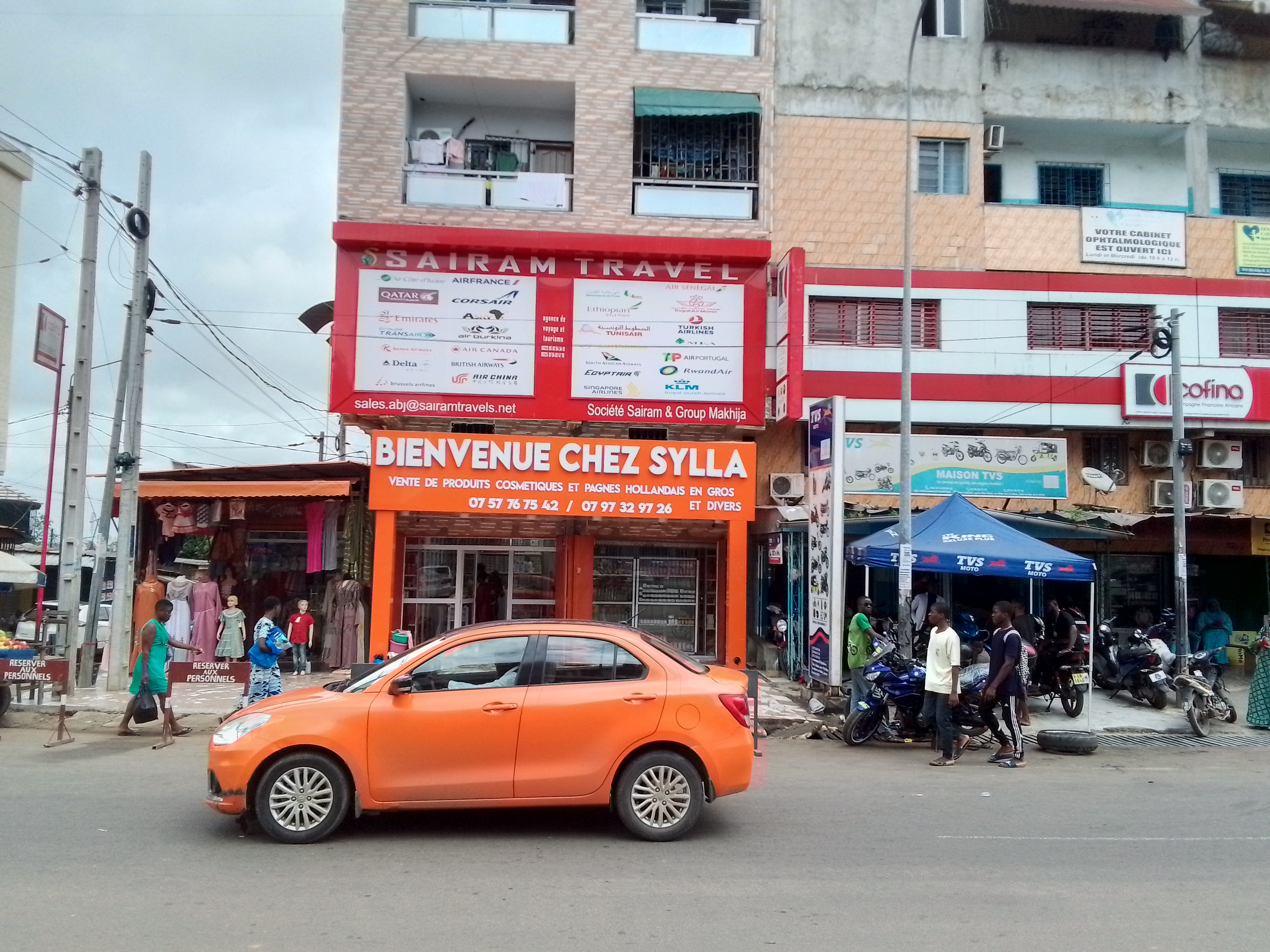
Suzuki DZire à Adjamé le 3 octobre 2023

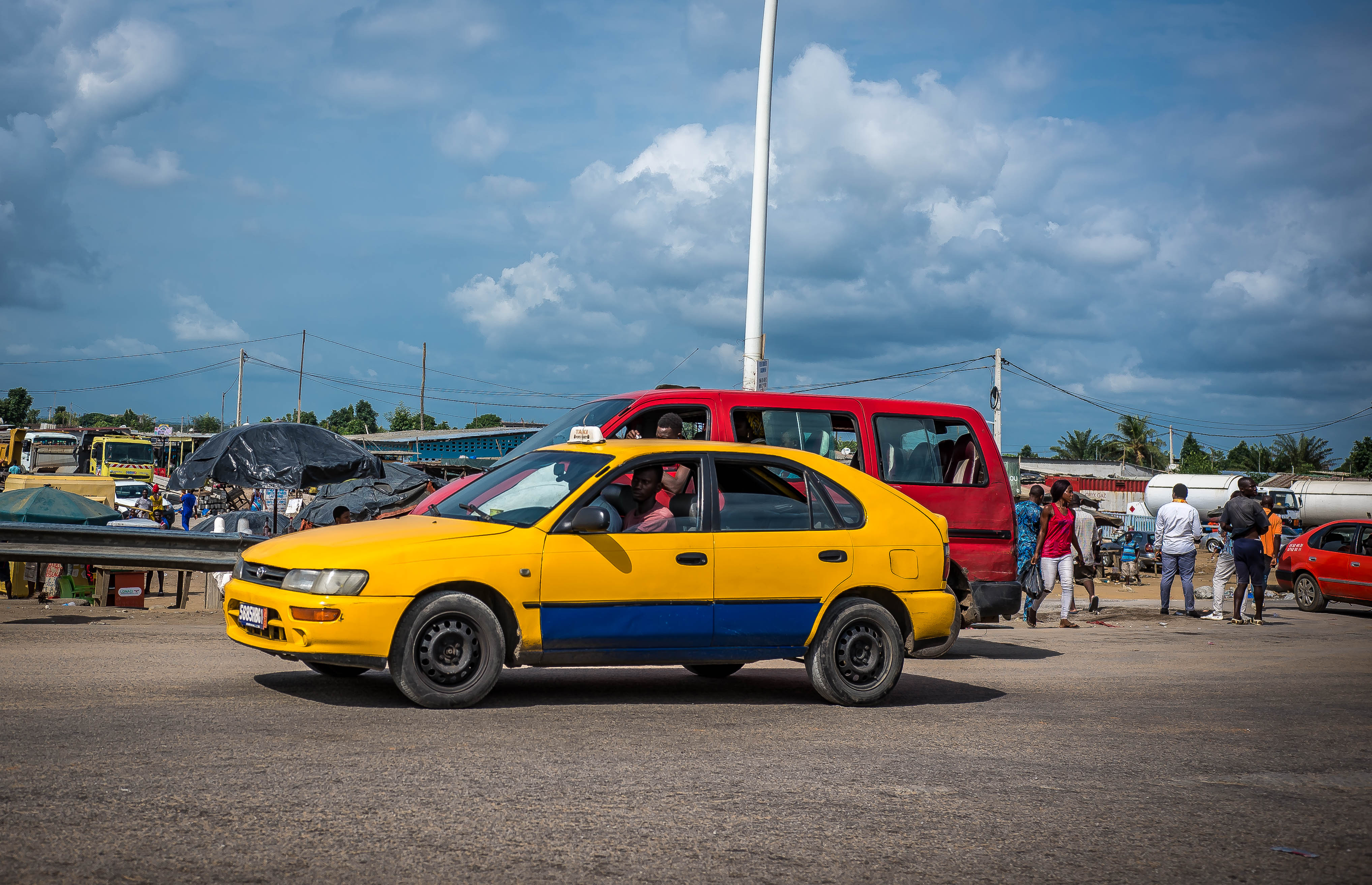
Wôrô-wôrô Toyota Corolla E100 à Port-Bouët le 15 mars 2020

24 633 véhicules neufs ont été immatriculés en 2024. Le marché des voitures neuves est dominé par le groupe Suzuki (distribué à la fois par la Socida et la CFAO), dopé par les bons résultats des modèles produits par sa filiale indienne Maruti Suzuki tels que le DZire, S-Presso et Alto. Ces véhicules sont très prisés comme VTC (Yango, Heetch), et souvent utilisés, à Abidjan, pour remplacer les taxis Toyota Corolla E100 et E110 vieillissants.
| Constructeur  | Marque  | Modèle   | Ventes |
| ------------- | ------- | -------- | ------ |
| Maruti Suzuki | Suzuki  | DZire    | 3 545  |
| Maruti Suzuki | Suzuki  | S-Presso | 2 759  |
| Maruti Suzuki | Suzuki  | Swift    | 2 467  |
| Maruti Suzuki | Suzuki  | Celerio  | 2 221  |
| Magyar Suzuki | Suzuki  | Vitara   | 1 971  |
| Maruti Suzuki | Suzuki  | Alto     | 1 726  |
| Toyota        | Toyota  | Hilux    | 1 480  |
| Toyota        | Toyota  | Corolla  | 1 234  |
| Dacia         | Renault | Duster   | 988    |
| Hyundai       | Hyundai | Tucson   | 740    |